# Elizabeth Parcells
Elizabeth Parcells (28. Dezember 1951 in Detroit, Michigan, USA – 29. Dezember 2005 ebenda) war eine US-amerikanische Opernsängerin (Sopran).

## Leben
Parcells erhielt ihre Musik- und Gesangsausbildung (bei Mark Pearson), die sie mit 16 Jahren begann, am Konservatorium Boston, und schloss diese 1977 mit Auszeichnung ab. In diesem Jahr siegte sie bei einem nationalen Gesangswettbewerb an der Metropolitan Opera in New York.
Bald nach ihren Debüt in den USA ging sie nach Deutschland, wo sie feste Engagements in Augsburg, Wiesbaden, Frankfurt am Main, Berlin und Stuttgart hatte. Daneben absolvierte sie zahlreiche Gastauftritte in ganz Europa und war auch bei vielen Festivals zu hören, u. a. in Tanglewood, Salzburg, Touraine, Bologna, Colorado, Echternach (1983), Melk, Lissabon, Rheingau, Huddersfield und Turin.
Besonders gerne arbeitet sie mit den Regisseuren Michael Gielen und Herbert Wernicke. Zudem spielte sie zahlreiche Schallplatten ein und sang für verschiedene Rundfunkanstalten in ganz Europa. Nach 20 Jahren in Europa kehrte sie in ihre Heimat 1997 zurück.
Mitte 2003 erkrankte sie an Krebs, dem sie schließlich am 29. Dezember 2005 erlag. Sie wurde auf dem Hubbard Memorial Cemetery in Huron beerdigt.